# Brown County (Kansas)
Brown County ist ein County im Bundesstaat Kansas der Vereinigten Staaten. Der Verwaltungssitz (County Seat) ist Hiawatha. Das U.S. Census Bureau hat bei der Volkszählung 2020 eine Einwohnerzahl von 9508 ermittelt.

## Geographie
Das County liegt fast im äußersten Nordosten von Kansas, grenzt im Norden an Nebraska und hat eine Fläche von 1482 Quadratkilometern, wovon vier Quadratkilometer Wasserfläche sind. Es grenzt in Kansas im Uhrzeigersinn an folgende Countys: Doniphan County, Atchison County, Jackson County und Nemaha County.

## Geschichte
Brown County wurde am 30. August 1855 als Original-County aus freiem Territorium gebildet und gehört zu den ersten 33 Countys, die von der ersten Territorial-Verwaltung gebildet wurden. Benannt wurde es nach Albert Gallatin Brown, einem US-Senator von Mississippi.
11 Bauwerke und Stätten des Countys sind im National Register of Historic Places eingetragen.

## Demografische Daten
Nach der Volkszählung im Jahr 2000 lebten im Brown County 10.724 Menschen in 4.318 Haushalten und 2.949 Familien im Brown County. Die Bevölkerungsdichte betrug 7 Einwohner pro Quadratkilometer. Ethnisch betrachtet setzte sich die Bevölkerung zusammen aus 86,87 Prozent Weißen, 1,56 Prozent Afroamerikanern, 8,82 Prozent amerikanischen Ureinwohnern, 0,21 Prozent Asiaten, 0,01 Prozent Bewohnern aus dem pazifischen Inselraum und 0,73 Prozent aus anderen ethnischen Gruppen; 1,81 Prozent stammten von zwei oder mehr Ethnien ab. 2,32 Prozent der Bevölkerung waren spanischer oder lateinamerikanischer Abstammung.
Von den 4.318 Haushalten hatten 31,4 Prozent Kinder unter 18 Jahren, die mit ihnen gemeinsam lebten. 55,8 Prozent waren verheiratete, zusammenlebende Paare, 9,2 Prozent waren allein erziehende Mütter und 31,7 Prozent waren keine Familien. 28,8 Prozent aller Haushalte waren Singlehaushalte und in 15,7 Prozent lebten Menschen mit 65 Jahren oder darüber. Die Durchschnittshaushaltsgröße betrug 2,44 und die durchschnittliche Familiengröße betrug 2,99 Personen.
26,4 Prozent der Bevölkerung waren unter 18 Jahre alt. 7,4 Prozent zwischen 18 und 24 Jahre, 24,0 Prozent zwischen 25 und 44 Jahre, 22,7 Prozent zwischen 45 und 64 Jahre und 19,5 Prozent waren 65 Jahre alt oder älter. Das Durchschnittsalter betrug 40 Jahre. Auf 100 weibliche Personen kamen 93,5 männliche Personen. Auf 100 erwachsene Frauen ab 18 Jahren kamen 89,8 Männer.
Das jährliche Durchschnittseinkommen eines Haushalts betrug 31.971 USD, das Durchschnittseinkommen einer Familie betrug 39.525 USD. Männer hatten ein Durchschnittseinkommen von 29.163 USD, Frauen 19.829 USD. Das Prokopfeinkommen betrug 15.163 USD. 10,6 Prozent der Familien und 12,9 Prozent der Bevölkerung lebten unterhalb der Armutsgrenze.

## Orte im County
- Baker
- Everest
- Fairview
- Fidelity
- Hamlin
- Hiawatha
- Horton
- Mercier
- Morrill
- Padonia
- Powhattan
- Reserve
- Robinson
- Sabetha
- Sun Springs
- Willis

Townships
- Hamlin Township
- Hiawatha Township
- Irving Township
- Mission Township
- Morrill Township
- Padonia Township
- Powhattan Township
- Robinson Township
- Walnut Township
- Washington Township